# The Social Pirates
The Social Pirates è un serial muto del 1916 diretto da James W. Horne.

## Produzione
Il film fu prodotto dalla Kalem Company.

## Distribuzione
Distribuito dalla General Film Company, il film - un serial di 9.000 metri in 15 bobine - uscì nelle sale cinematografiche USA il 27 marzo 1916.

## Episodi
1. The Little Monte Carlo - 27 marzo 1916
2. The Corsican Sisters - 3 aprile 1916
3. The Parasite - 10 aprile 1916
4. A War of Wits - 17 aprile 1916
5. The Millionaire Plunger - 24 aprile 1916
6. The Master Swindlers - 1 maggio 1916
7. The Rogue's Nemesis - 8 maggio 1916
8. Sauce for the Gander - 15 maggio 1916
9. The Missing Millionaire - 22 maggio 1916
10. Unmasking a Rascal - 29 maggio 1916
11. The Fangs of the Tattler - 5 giugno 1916
12. The Disappearance of Helen Mintern - 12 giugno 1916
13. In the Service of the State - 19 giugno 1916
14. The Music Swindlers - 26 giugno 1916
15. Black Magic - 3 luglio 1916